# Actes de Marusia
Pour plus de détails, voir Fiche technique et Distribution.
Actes de Marusia  (Actas de Marusia) est un film mexicain réalisé par Miguel Littín, sorti en 1976. Le film fut nommé à l'Oscar du meilleur film en langue étrangère.

## Fiche technique
- Titre : Actes de Marusia
- Titre original : Actas de Marusia
- Réalisation : Miguel Littín
- Scénario : Miguel Littín, Patricio Manns et Freddy Taverna G.
- Production : Anuar Badin et Arturo Feliu
- Musique : Míkis Theodorákis
- Pays d'origine : Mexique
- Format : Couleurs
- Genre : Drame, Thriller
- Durée : 110 minutes
- Date de sortie :  1976

## Distribution
- Armando Acosta : Sargento
- Arturo Beristáin : Arturo
- Diana Bracho : Luisa
- José B. Carles : Sacerdote
- Patricio Castillo : Tte. Gaínza
- Alicia del Soto : Mujer de Marusian
- Ernesto Gómez Cruz : Crisculo 'Medio Juan'
- Eduardo López Rojas : Domingo Soto
- Claudio Obregón : Capt. Troncoso
- Julián Pastor : Weber
- Gabriel Retes : Soldado
- Patricia Reyes Spíndola : Rosa
- José Carlos Ruiz : Argandoña
- Gian Maria Volonté : Gregorio